# Gyula Dávid
Gyula David (født 6. maj 1913 i Kecskemét, død 14. marts 1977 i Budapest, Ungarn) var en ungarsk komponist, violinist, professor og lærer.
David studerede komposition og violin på Liszt Academy of Music i Budapest, hos Zoltan Kodaly. Han var orkestermusiker i Municipal Orchestra, og var dirigent på Nationalteatret i Budapest.
David har skrevet 4 symfonier, orkesterværker, kammermusik, kormusik, instrumentalværker, vokalmusik, etc.
Han underviste som lærer og professor i kammermusik på Musikkonservatoriet i Budapest.

## Udvalgte værker
- Symfoni nr. 1 (1948) - for orkester
- Symfoni nr. 2 (1948) - for orkester
- Symfoni nr. 3 (1960) - for orkester
- Symfoni nr. 4 (1970) - for orkester